# 维希
维希（法語：Vichy，發音：[viʃi] ⓘ；又译维琪），法国中部城市，奥弗涅-罗讷-阿尔卑斯大区阿列省的一个市镇，同时也是该省的一个副省会，下辖维希区，其市镇面积为5.9平方公里，2022年1月1日时人口数量为25,702人，是该省人口第二多的市镇，亦是奥弗涅地区的第四大城市，在法国市镇中排名第366位。
维希位于阿列省南部，阿列河畔，是一个区域性的中心城市和交通枢纽。维希历史上长期为一个波旁地区的一个普通村落，近代因温泉和水疗资源而得到发展。二战时期，被纳粹德国扶植的傀儡政权定都于此。二战后，维希逐渐发展成为一座旅游城市。

## 地名来源

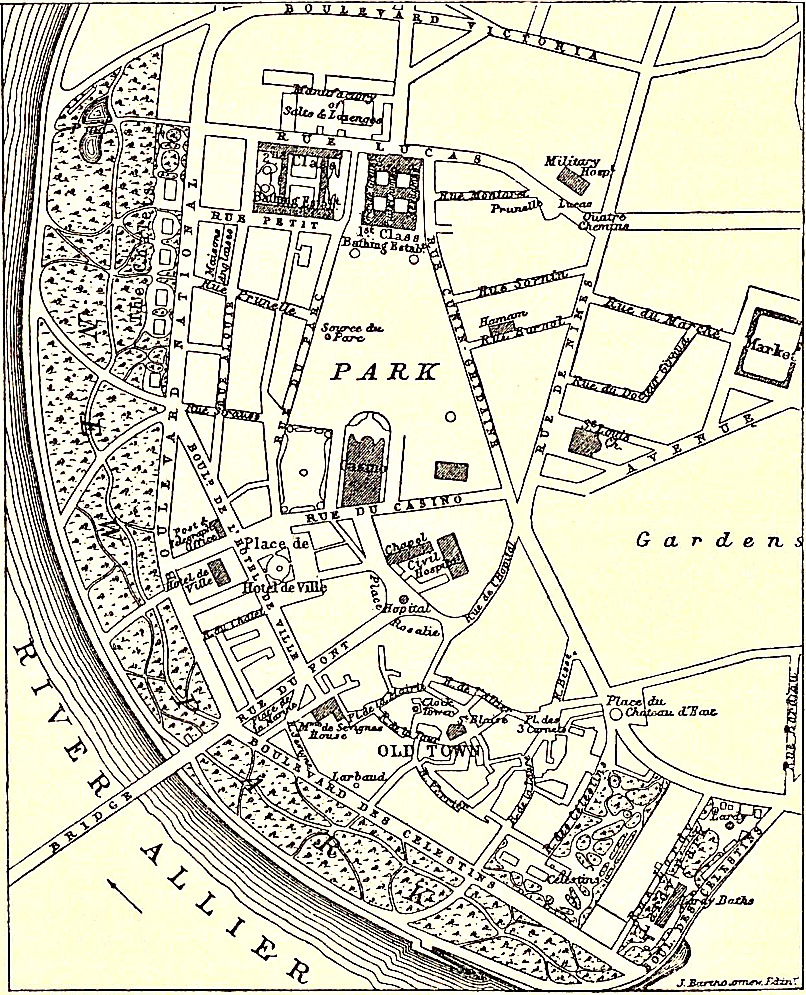
19世纪末的维希地图

“维希”一名最初出现于公元1067年，以的形式被记载，其具体含义和来源尚有待考证。

## 历史
维希附近区域曾发现新石器时期的人类活动遗迹。中世纪时，维希长期为波旁地区的一处封建领地，16世纪后被法兰西王室继承。一座横跨阿列河的桥梁在1555年左右建成，但直到法国大革命前夕，维希只是一座人口数量不足一千的村庄。波旁复辟时期，维希附近发现了温泉及矿泉水资源，查理十世在此建立了水疗中心，由此带动了当地的发展。连接维希的铁路线于1862年建成，至19世纪末，维希市区人口数量超过1万。第二次世界大战期间，菲利普·贝当将其傀儡政权的首都设于此地，史称“维希法国”，直至1944年二战结束。二战后，维希因其温泉资源而逐渐发展成为一座旅游城市。阿尔及利亚独立后，维希接纳了大批来自北非的黑脚，当地出现了集中式居民区。2020年，维希温泉的管理权由法国政府下放至维希地方政府。

## 地理

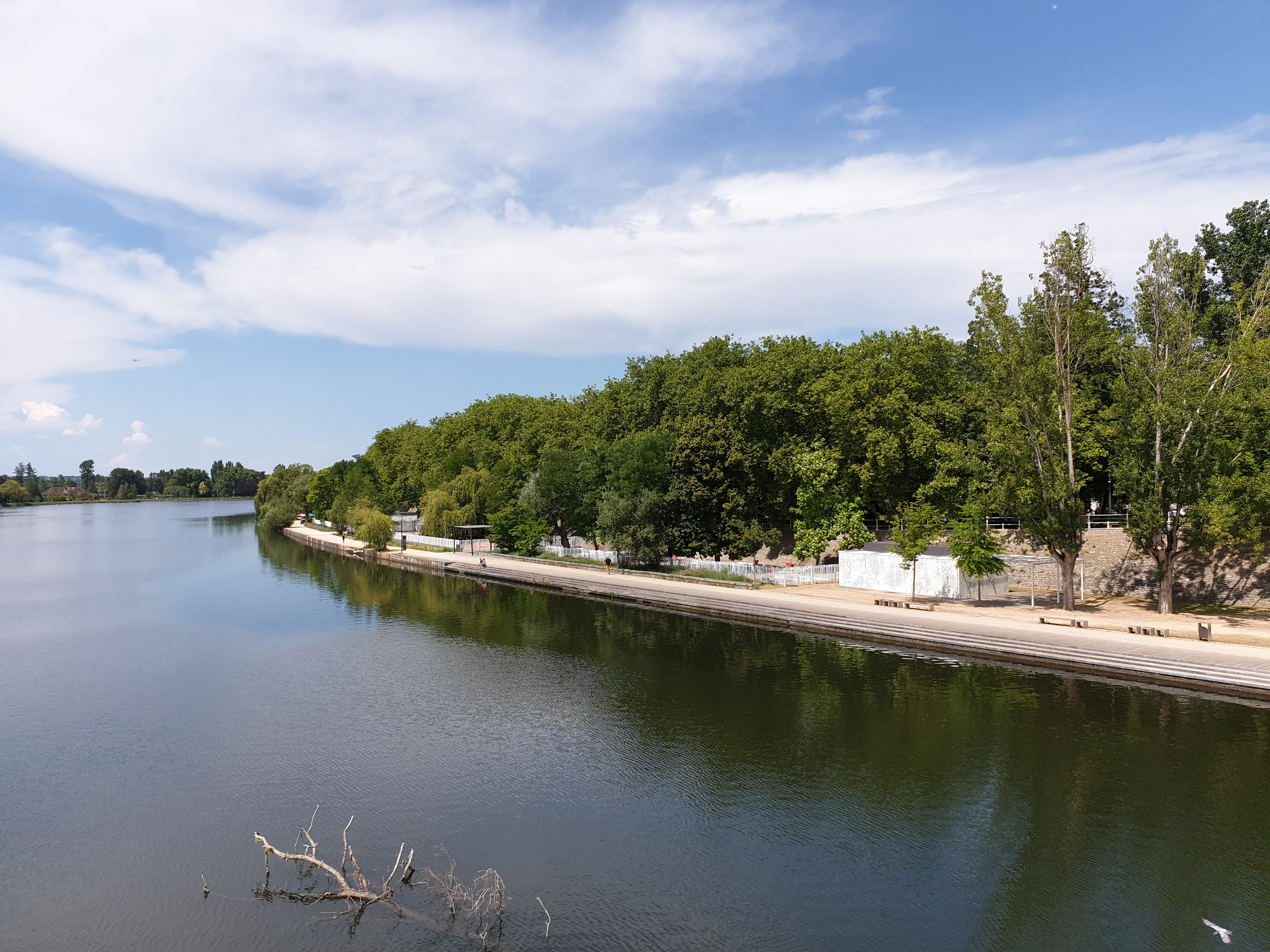
阿列河维希段

维希位于法国中部，奥弗涅-罗讷-阿尔卑斯大区西北部和阿列省南部，距离省会穆兰大约57公里。与维希接壤的市镇包括：阿布雷、阿列河畔贝尔里夫、沙尔梅伊、旧克勒济耶、屈塞、勒韦尔内、蒂耶爾。

### 地形
维希位于利马涅平原北部，市区南侧为约5公里外即进入中央高原地形区。维希市区地势平坦，全境海拔则在243到317米之间。

### 水文
阿列河干流自南向北流经境内，市区位于其右岸，该河是卢瓦尔河最大的支流，维希段建有水坝。

### 植被
维希属于温带落叶林区，市区内的主要绿地公园包括位于阿列河河畔的拿破仑三世公园（Parc Napoleon III）和肯尼迪公园（Parc Kennedy），以及位于市中心的源泉公园（Parc des Sources）等，均常年免费向公众开放。

### 气候
维希在柯本气候分类法中属于温带海洋性气候。
维希境内设有气象站，以下为该气象站的数据：
| 维希1981年－2019年  | 维希1981年－2019年 | 维希1981年－2019年 | 维希1981年－2019年 | 维希1981年－2019年 | 维希1981年－2019年 | 维希1981年－2019年 | 维希1981年－2019年 | 维希1981年－2019年 | 维希1981年－2019年 | 维希1981年－2019年 | 维希1981年－2019年 | 维希1981年－2019年 | 维希1981年－2019年 |
| 月份                | 1月                | 2月                | 3月                | 4月                | 5月                | 6月                | 7月                | 8月                | 9月                | 10月               | 11月               | 12月               | 全年               |
| ------------------- | ------------------ | ------------------ | ------------------ | ------------------ | ------------------ | ------------------ | ------------------ | ------------------ | ------------------ | ------------------ | ------------------ | ------------------ | ------------------ |
| 历史最高温 °C（°F） | 19.2 (66.6)        | 25.7 (78.3)        | 26.3 (79.3)        | 30.8 (87.4)        | 33.5 (92.3)        | 39.7 (103.5)       | 41.3 (106.3)       | 40.6 (105.1)       | 36.4 (97.5)        | 30.6 (87.1)        | 26.2 (79.2)        | 21.7 (71.1)        | 41.3 (106.3)       |
| 平均高温 °C（°F）   | 7.4 (45.3)         | 9 (48)             | 13 (55)            | 15.8 (60.4)        | 20 (68)            | 23.5 (74.3)        | 26.4 (79.5)        | 26.1 (79.0)        | 22.2 (72.0)        | 17.6 (63.7)        | 11.2 (52.2)        | 7.8 (46.0)         | 16.7 (62.1)        |
| 日均气温 °C（°F）   | 3.5 (38.3)         | 4.4 (39.9)         | 7.4 (45.3)         | 9.8 (49.6)         | 14 (57)            | 17.4 (63.3)        | 19.9 (67.8)        | 19.5 (67.1)        | 16 (61)            | 12.4 (54.3)        | 7 (45)             | 4.1 (39.4)         | 11.3 (52.3)        |
| 平均低温 °C（°F）   | −0.4 (31.3)        | −0.2 (31.6)        | 1.9 (35.4)         | 3.9 (39.0)         | 8.1 (46.6)         | 11.2 (52.2)        | 13.3 (55.9)        | 12.9 (55.2)        | 9.8 (49.6)         | 7.3 (45.1)         | 2.8 (37.0)         | 0.4 (32.7)         | 5.9 (42.6)         |
| 历史最低温 °C（°F） | −26.9 (−16.4)      | −24 (−11)          | −13.3 (8.1)        | −7.3 (18.9)        | −4.2 (24.4)        | −0.2 (31.6)        | 3.7 (38.7)         | 1 (34)             | −2 (28)            | −9 (16)            | −11.3 (11.7)       | −18.5 (−1.3)       | −26.9 (−16.4)      |
| 平均降水量 mm（）   | 46.8 (1.84)        | 39.8 (1.57)        | 44.2 (1.74)        | 69.3 (2.73)        | 98.2 (3.87)        | 78.2 (3.08)        | 71.6 (2.82)        | 74.2 (2.92)        | 75.4 (2.97)        | 68 (2.7)           | 63.3 (2.49)        | 50.5 (1.99)        | 779.5 (30.69)      |
| 月均日照時數        | 78.1               | 94.8               | 153.7              | 175.4              | 203.4              | 225                | 248.9              | 238.3              | 183.5              | 128.1              | 76.7               | 55.9               | 1,861.8            |
| 来源：infoclimat.fr |                    |                    |                    |                    |                    |                    |                    |                    |                    |                    |                    |                    |                    |

## 行政区划

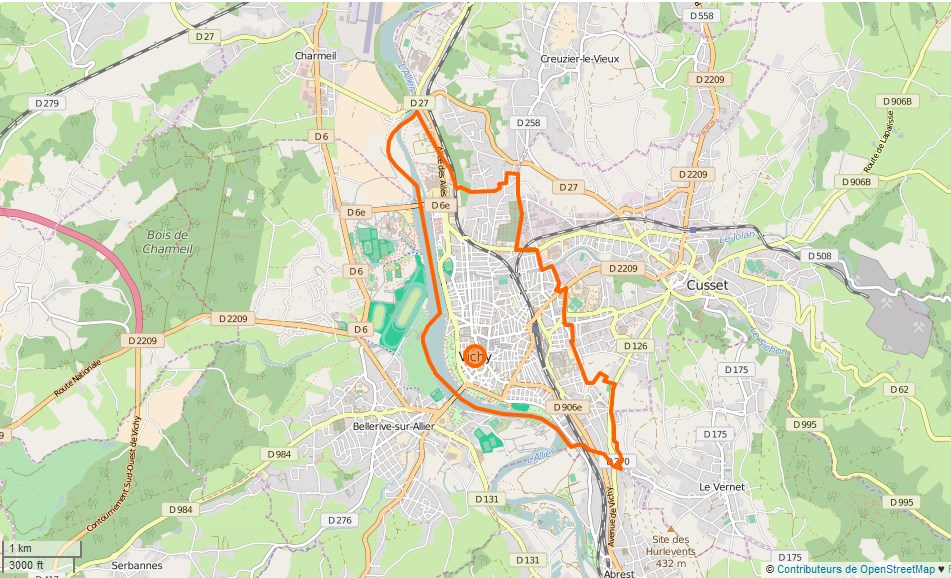
维希市镇范围地图

维希是法国奥弗涅-罗讷-阿尔卑斯大区阿列省的一个市镇，编号为03310，它也是阿列省的一个副省会。维希下辖维希区，管理维希第一县和第二县，同时也是维希城市圈公共社区的办公驻地。
维希市镇被划为9个街区，并实行街区自治制度。
法国国家统计与经济研究所（简称）在进行数据统计时，将维希及相邻的另外12个市镇设为维希城市核心区，并将包括核心区在内的周边共37个市镇划为维希城市区。同时，还将维希市镇分为了10个“块区”（IRIS），以便于统计人口分布情况。

## 交通

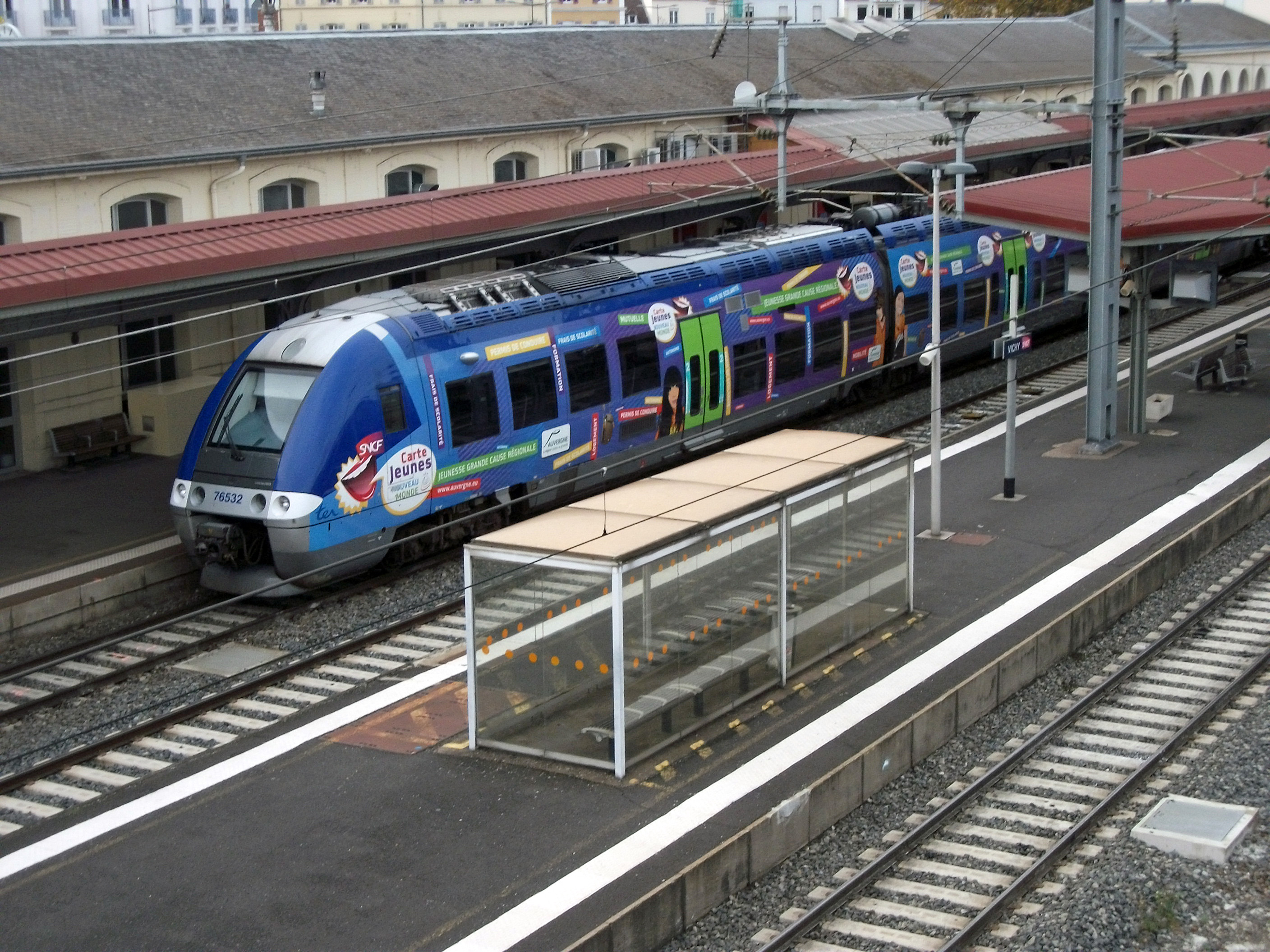
维希火车站内停靠的一辆区域列车

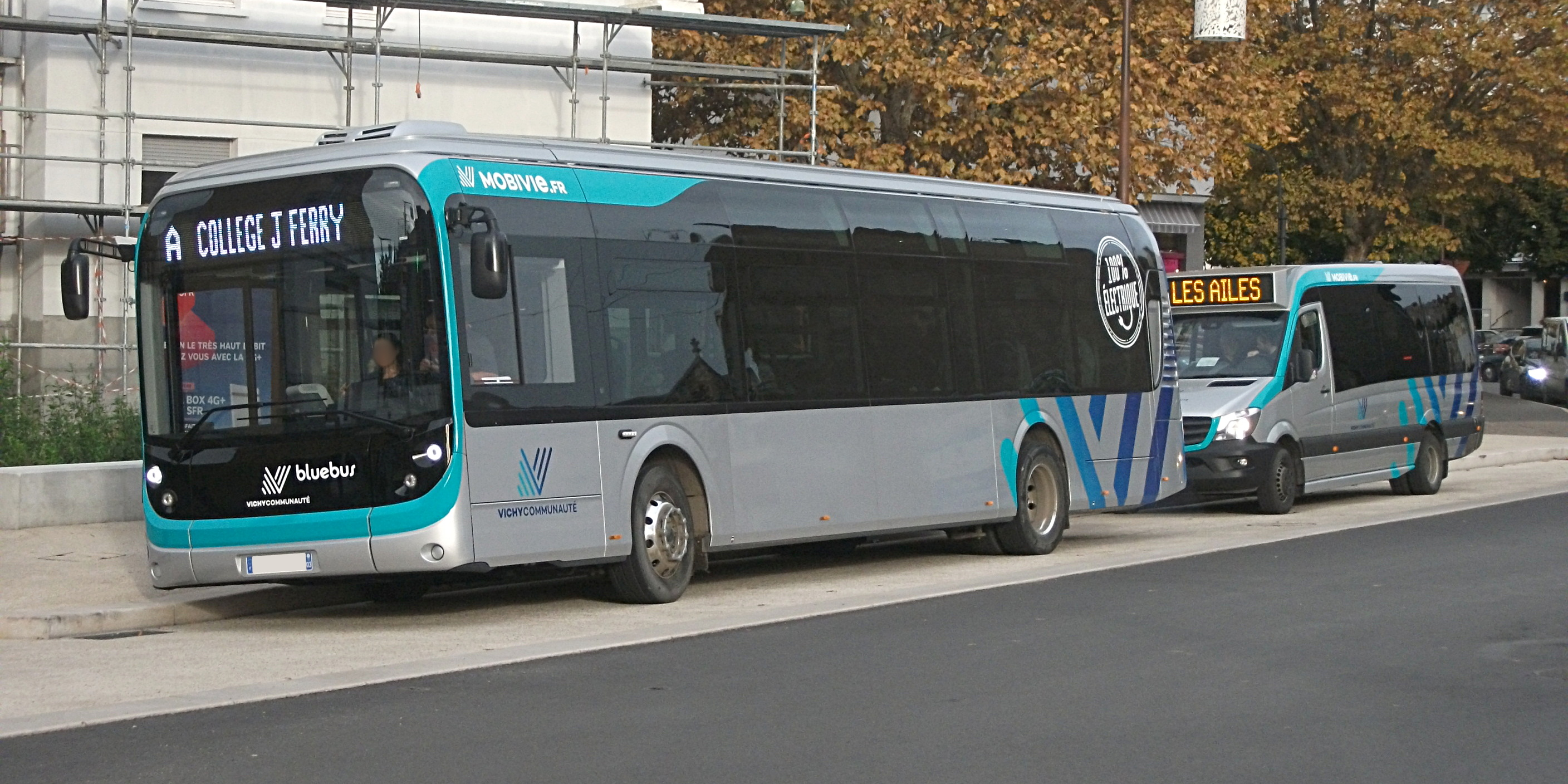
维希公交A线

### 公路
法国国道N209线和多条阿列省省道在维希境内交汇，市区西侧可通过A719高速公路与纵贯法国南北的A71高速公路连接。奥弗涅-罗讷-阿尔卑斯大区下属的省级城际客运提供巴士线路，可前往蒙吕松、加纳、勒东容等地。
2018年，47.1%的维希家庭拥有至少一辆的私人汽车。2019年，维希境内共发生各类交通事故13起，造成1人遇难，13人受伤。

### 铁路
维希位于圣日耳曼代福塞－尼姆铁路和维希－里永铁路的交汇处。维希站位于市区东部，该站停靠往返于巴黎和克莱蒙费朗之间的城际列车，以及前往克莱蒙费朗、里昂和讷韦尔三个方向的区域列车，少量班次可直达第戎及伊苏瓦尔。

### 航空
距离维希最近的民用航空站为克莱蒙费朗-欧尔纳机场，距离维希市中心的公路里程约54公里。

### 城市公共交通
维希城市公共交通（商业名称为）是当地的城市公共交通系统。截至2020年10月，该系统共包括8条公交线路，路网覆盖了维希市区内的主要街道和居民区。

## 政治

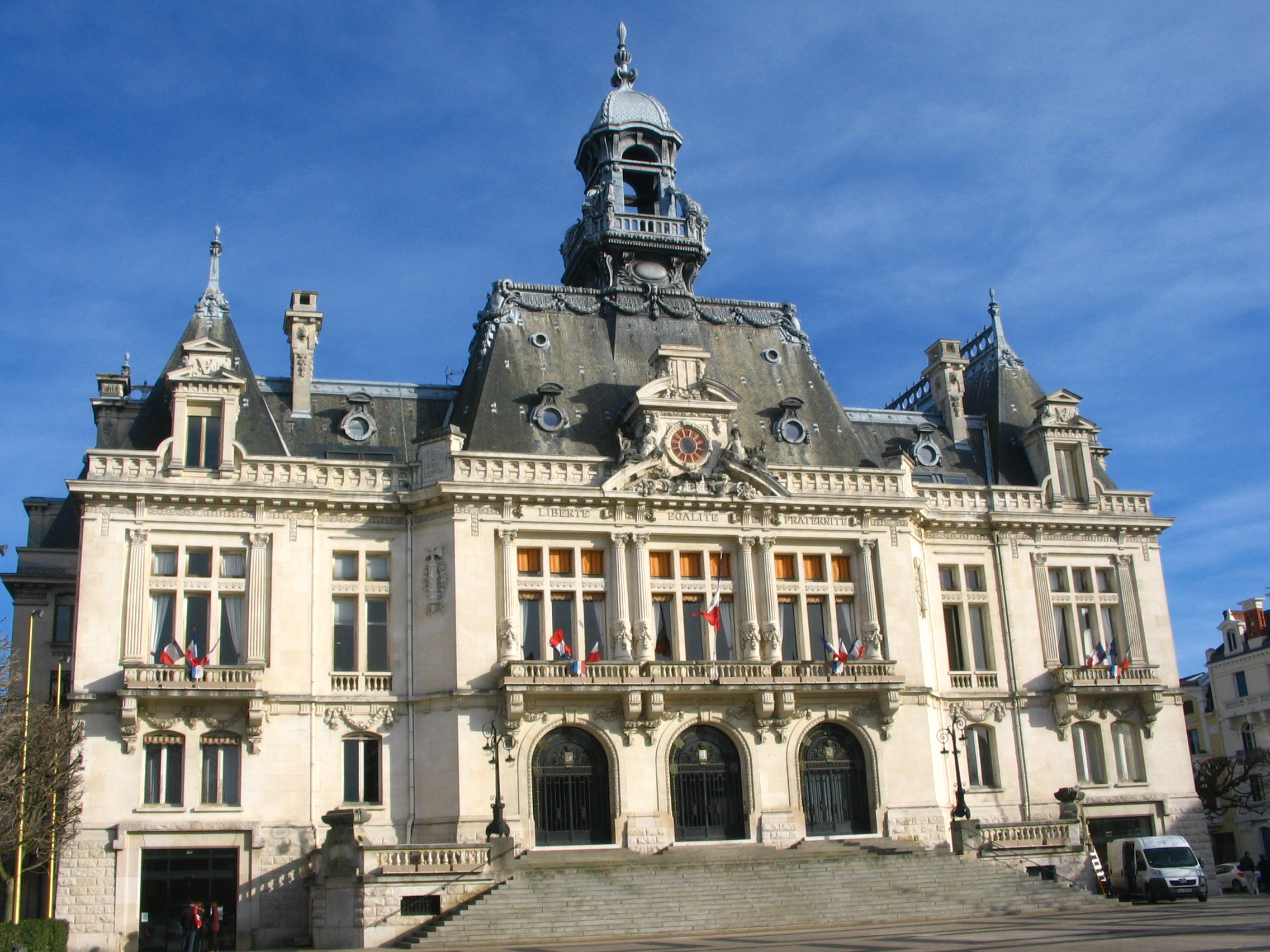
维希市政厅

维希的现任市长为弗雷德里克·阿吉耶拉（Frédéric Aguilera），他是共和党的一名成员，在2020年的市政选举中获得了74.11%的支持率。
在2017年的法国总统大选中，法国第25任总统埃马纽埃尔·马克龙在维希获得了70.03%的支持率。
| 维希历届市长   |                     |                                                       |
| 任期           | 市长                | 党派                                                  |
| 1945年－1949年 | 路易·穆瓦纳尔       | DVD右翼无党派人士                                     |
| 1949年－1950年 | 皮埃尔-维克多·莱热  | DVD右翼无党派人士                                     |
| 1950年－1967年 | 皮埃尔·库隆         | RPF法国人民联盟 →CNIP全国独立人士与农民中心           |
| 1967年－1989年 | 雅克·拉卡兰         | UDF法国民主联盟                                       |
| 1989年－2017年 | 克洛德·马吕雷       | UDF法国民主联盟 →RAD激进党 →UMP人民运动联盟 →LR共和黨 |
| 2017年－       | 弗雷德里克·阿吉耶拉 | LR共和黨                                              |

## 人口
2017年，维希市镇人口数量为24,166，在法国排名第366位。其中男性10,293人，女性13,873人，75岁及以上人口占17.5%，外籍人口数量为6,565人，人口密度为4,131人/平方公里，当地居民被称为（男性）或（女性）。2018年，维希境内出生247人，死亡人口420人。
| 年份   | 1936   | 1946   | 1954   | 1962   | 1968   | 1975   | 1982   | 1990   | 1999   | 2006   | 2011   | 2016   | 2017   |
| ------ | ------ | ------ | ------ | ------ | ------ | ------ | ------ | ------ | ------ | ------ | ------ | ------ | ------ |
| 人口數 | 25,074 | 29,370 | 30,403 | 30,614 | 33,506 | 32,117 | 30,527 | 27,714 | 26,528 | 26,108 | 24,992 | 24,383 | 24,166 |

## 经济
维希是一个区域性的中心城市，当地共有各类用人单位4,601家，其中99.07%为中小型企业（PME），平均历史为17年，行政、医疗、社会服务、旅游及相关配套设施是当地的主要就业岗位类型。

## 财政收入
2018年，维希的财政收入总额为41,799,600欧元，财政支出总额为38,066,600欧元，当年的债务总额为49,446,400欧元。
2014年，维希的人均收入总额为2,443欧元，其中高职人员为4,338欧元，普通职员为1,759欧元。
2017年，维希境内的青壮年（15至64岁）失业率为22%，当地37.4%的家庭拥有纳税资格。

## 社会事务

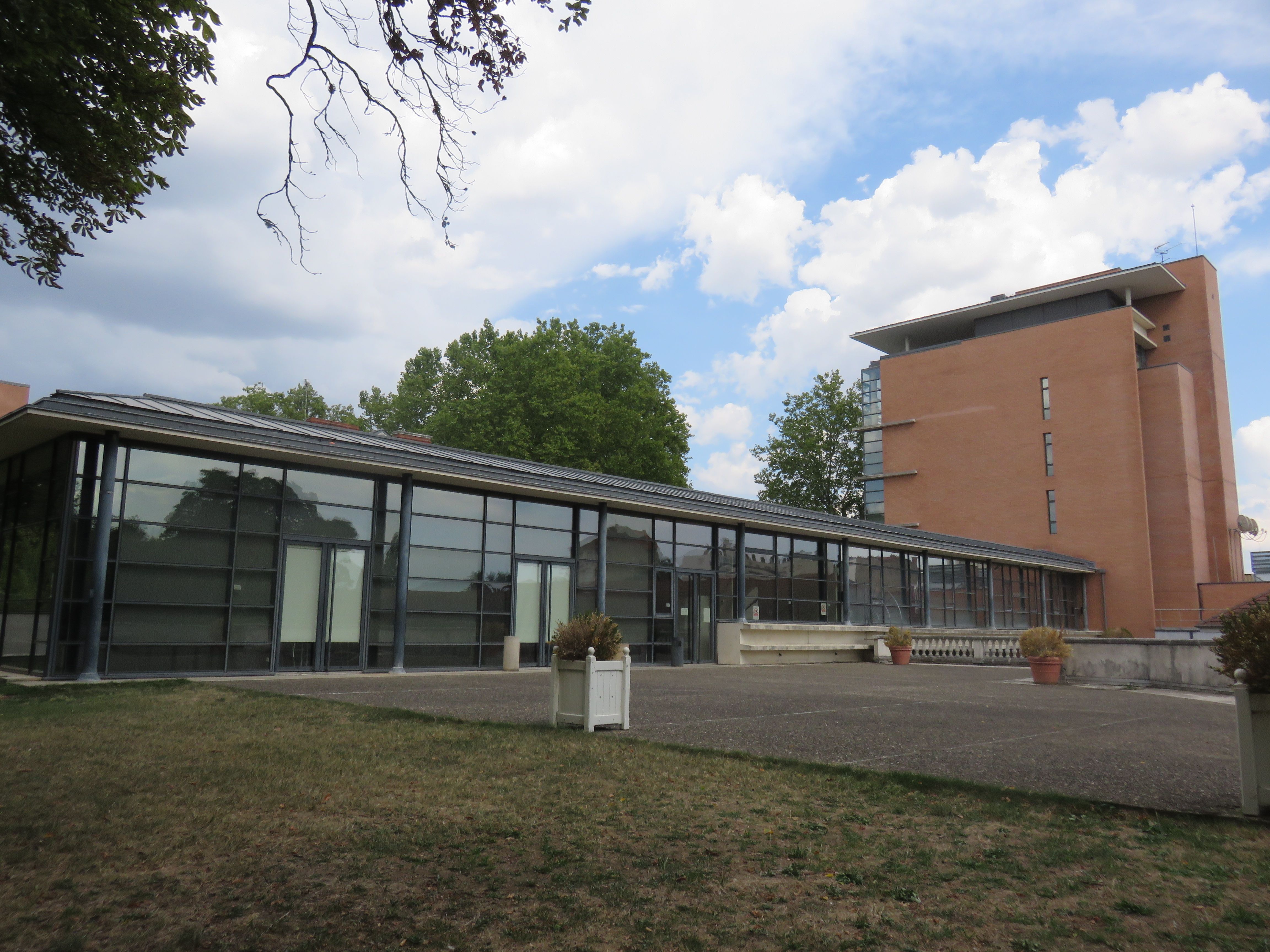
维希拉尔迪科技大学城

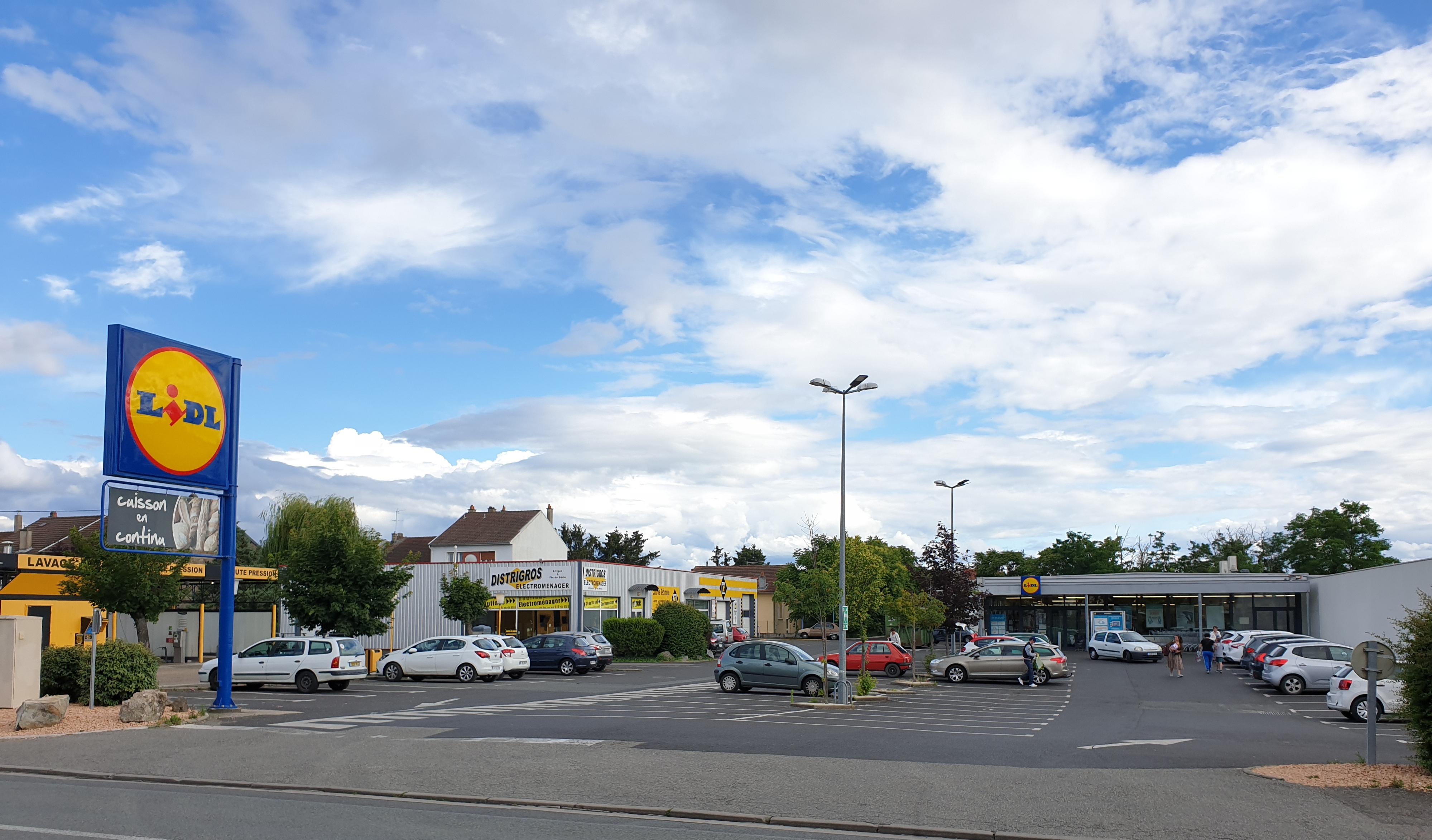
维希境内的一处商场

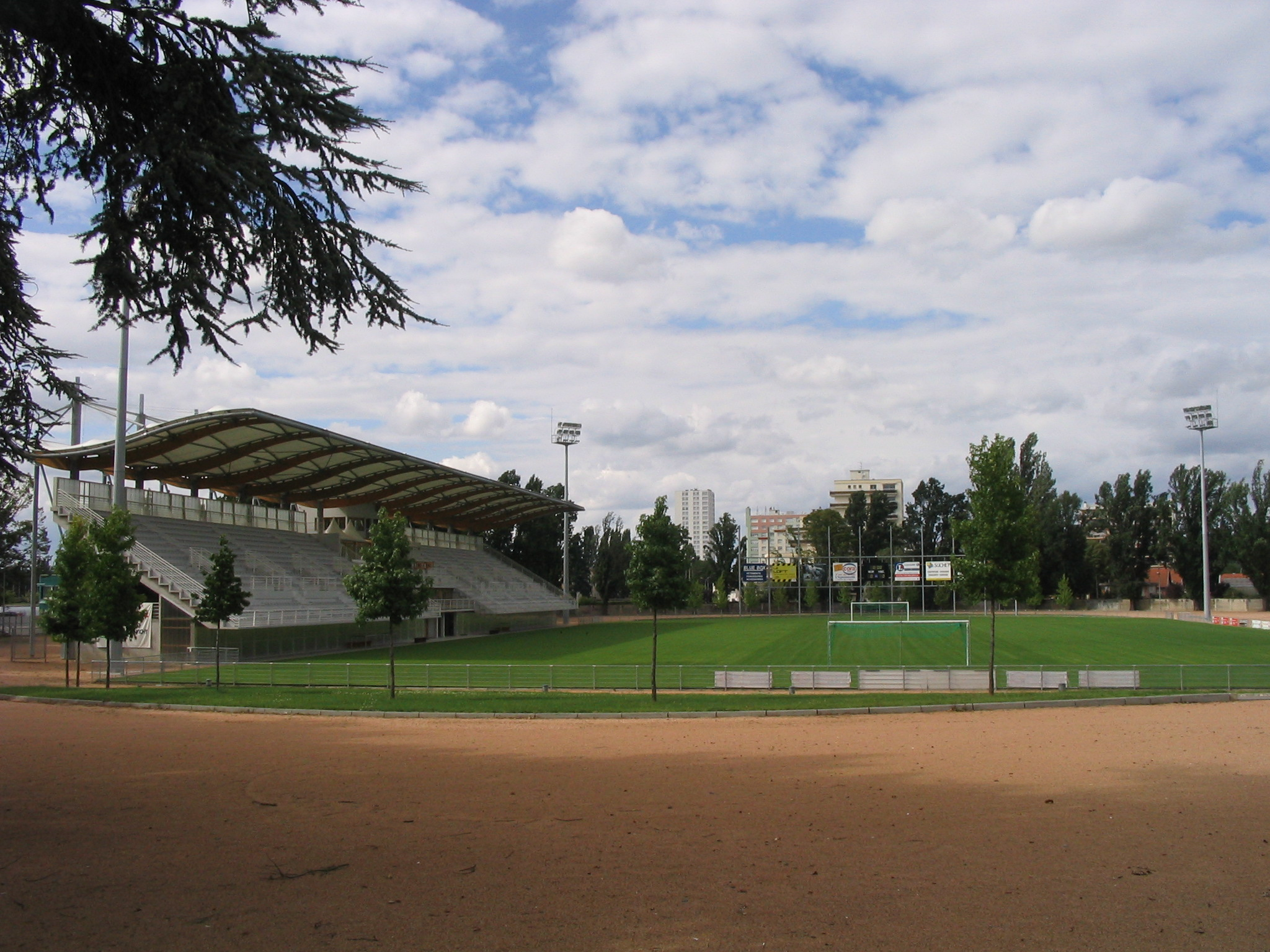
路易·达拉贡球场

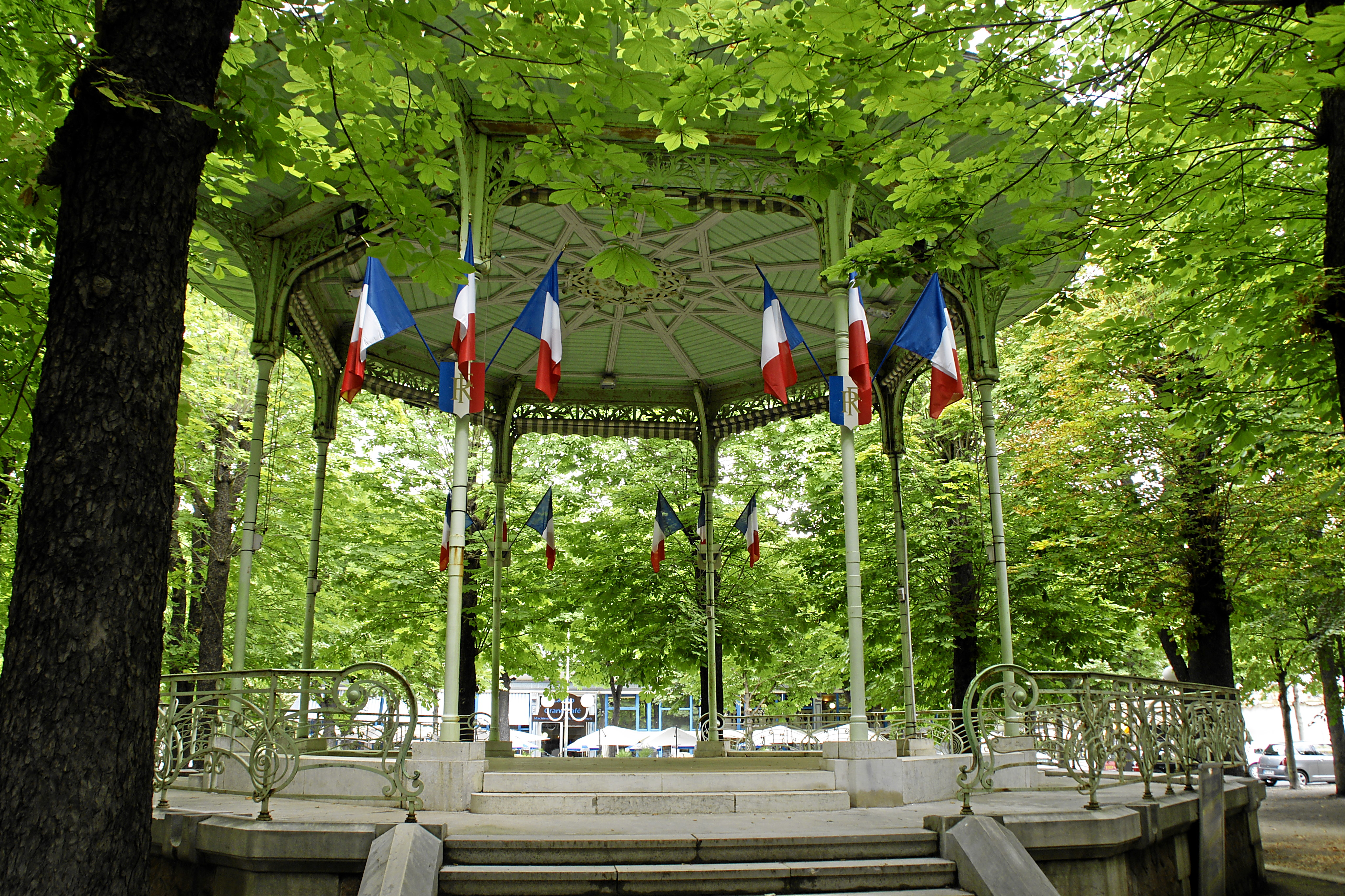
源泉公园内的凉亭

### 教育
维希属于克莱蒙费朗学区。截止2019年1月1日，维希境内共有7所幼儿园、6所小学、3所初级中学、1所普通高中和1所职业高中。 2018至2019学年度，维希境内共有在校中等教育阶段学生1,251名。
在高等教育方面，维希境内建有拉尔迪科技大学城，克莱蒙-奥弗涅大学的部分专业及下属的一所大学技术学院在此授课。
此外，法国文化协会在维希设有一处中心（CAVILAM），为非法语母语者提供法语培训及测试服务。

### 医疗
截止2019年1月1日，维希境内共有全科医生42名、保健师59名、牙医37名、护士56名、耳科医生3名、眼科医生6名、皮肤科医生4名、助产士3名、儿科医生2名和妇科医生6名。境内共有药房20家、养老院7家、残疾人帮扶中心1家。
维希中心医院（Centre Hospitalier de Vichy）是法国的一个区域性医疗机构，其主病区雅克·拉卡兰医院（Centre Hospitalier Jacques Lacarin）位于维希市区，设有床位823个，是当地规模最大的公立综合性医院。

### 住房
2017年，维希境内共有各类住房21,286套，其中22.2%为独立式居民区，主要分布于市区南部和东部；76.9%为集中式居民区，主要分布于市区西北部。常住房屋占维希市镇范围内居民建筑总量的69.6%。

### 商业
2018年，维希境内共有各类商铺2,123家，其中餐饮服务类918家。市区北部建有大型开放式商业街区，科拉超市（Cora）在此设有分店。

### 体育
2019年，维希境内共有2家游泳池、5间体育馆、1处马术场、3处足球或橄榄球场以及5处篮球或排球场。
维希橄榄球竞技俱乐部是当地的一支橄榄球队，成立于1905年，2020至2021赛季参加第五级别的联赛，其主场路易·达拉贡球场（Stade Louis-Darragon）可同时容纳超过2,500名观众。
维希足球竞技俱乐部是当地的一支足球队，成立于1945年，2020至2021赛季参加奥弗涅-罗讷-阿尔卑斯大区足球联赛。

### 环境
维希的环境事务由其所属的公共社区负责。2018年，维希境内暂无污染企业。

### 治安
2014年，维希及附近地区共发生各类案件2,857起，其中盗窃类案件1,649起，经济类案件443起，毒品交易类案件185起。

## 文化
2019年，维希境内共有2家剧场、1家电影院、1家博物馆和1家音乐厅。维希市政府提供多媒体中心，向公众全年开放。

### 建筑
维希境内有多处法国国家文物保护单位，其中维希圣路易教堂、维希圣布莱斯教堂等为当地的代表性建筑物。

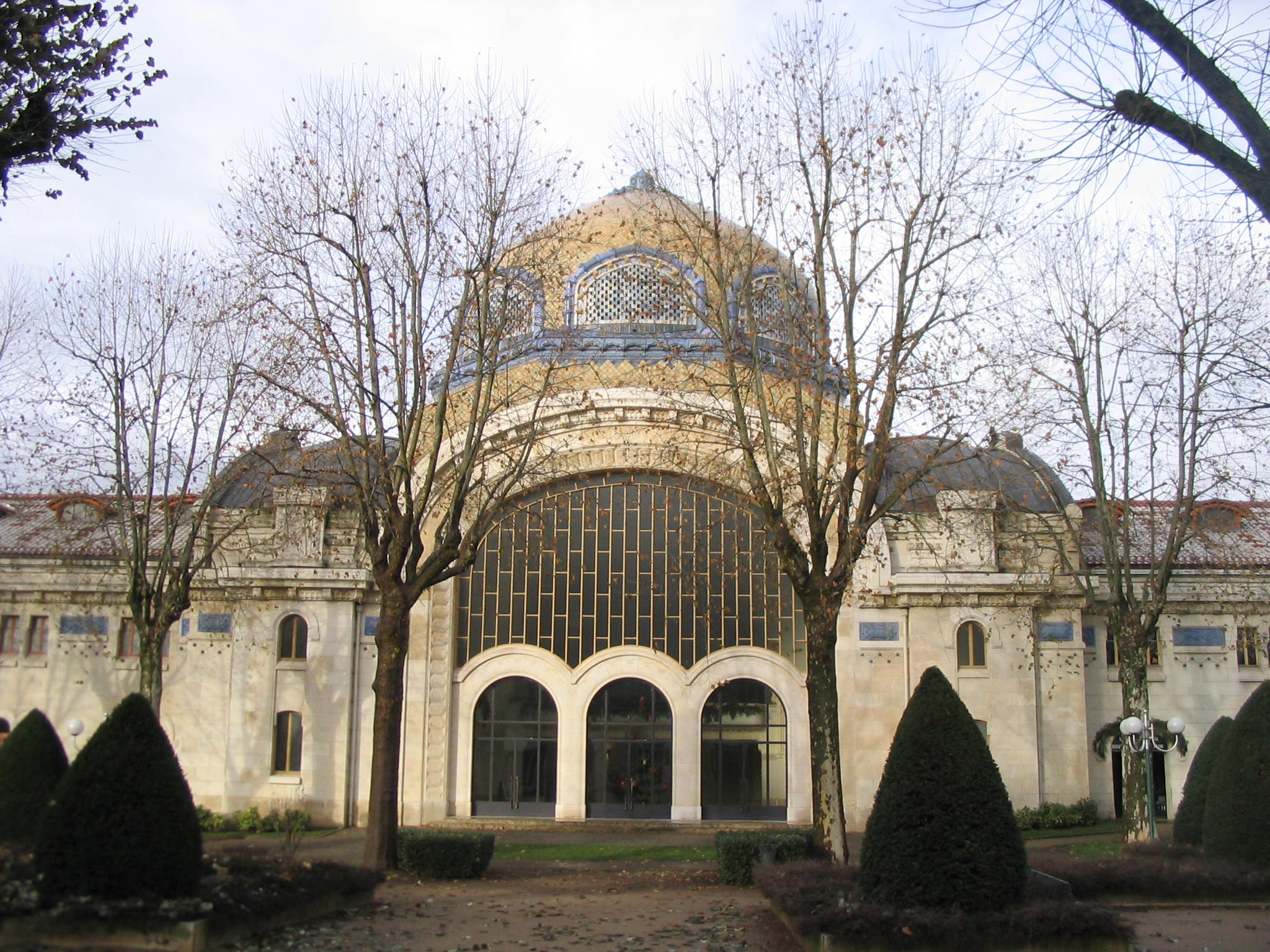
维希水疗中心
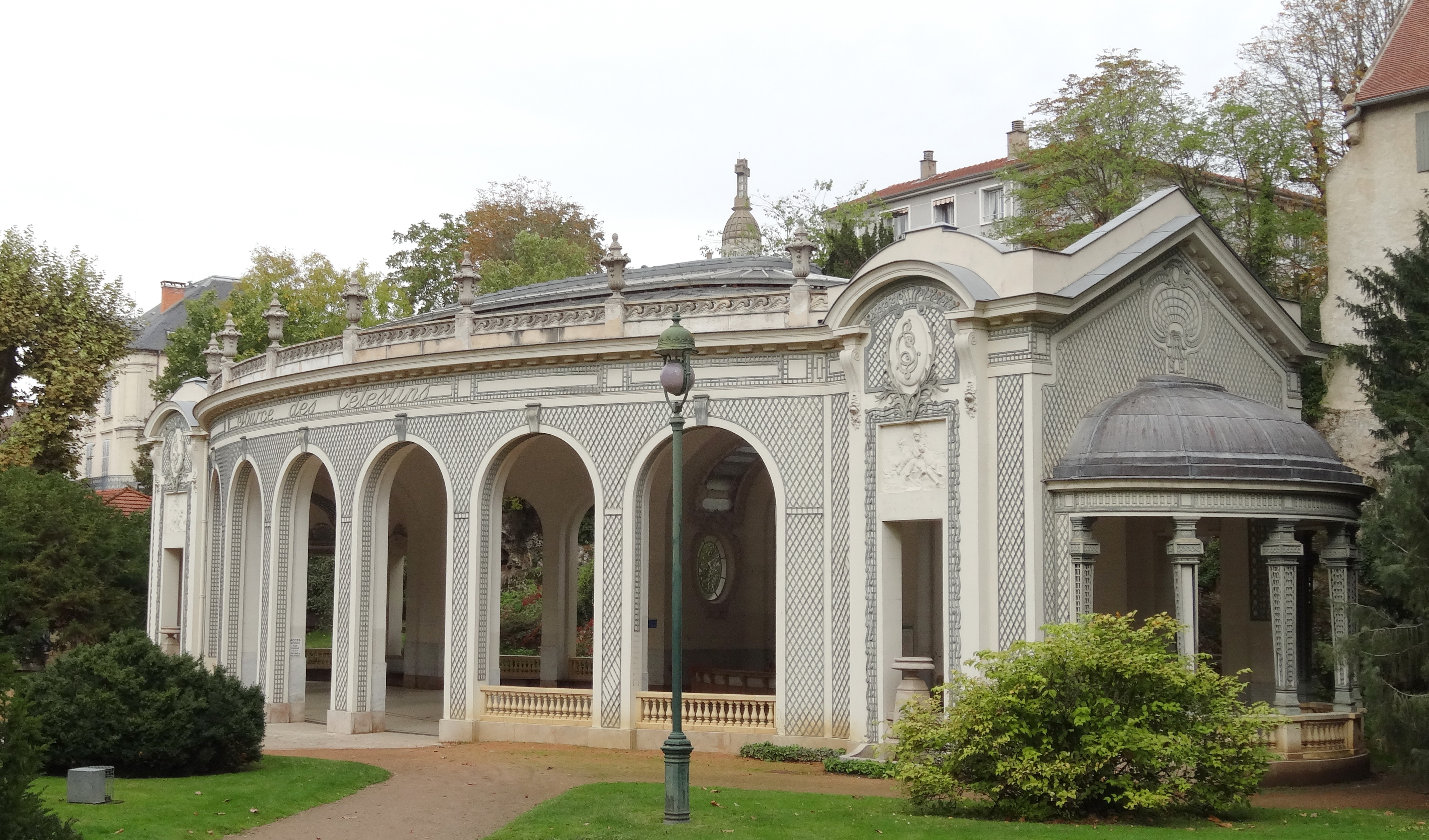
塞莱斯坦泉水疗养中心（法语：Source des Célestins）
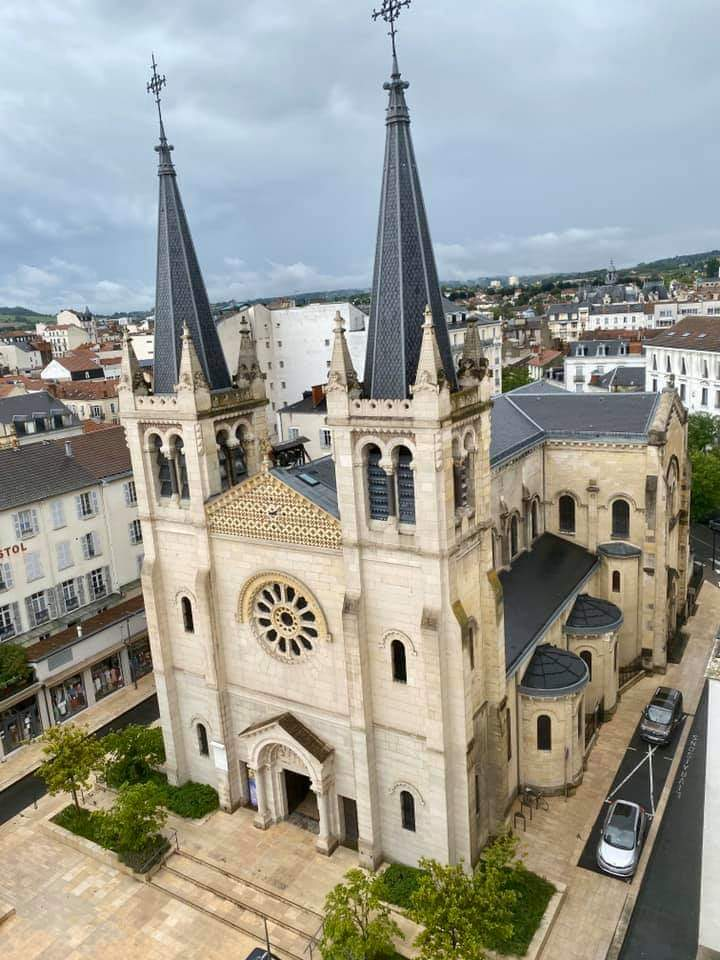
圣路易教堂
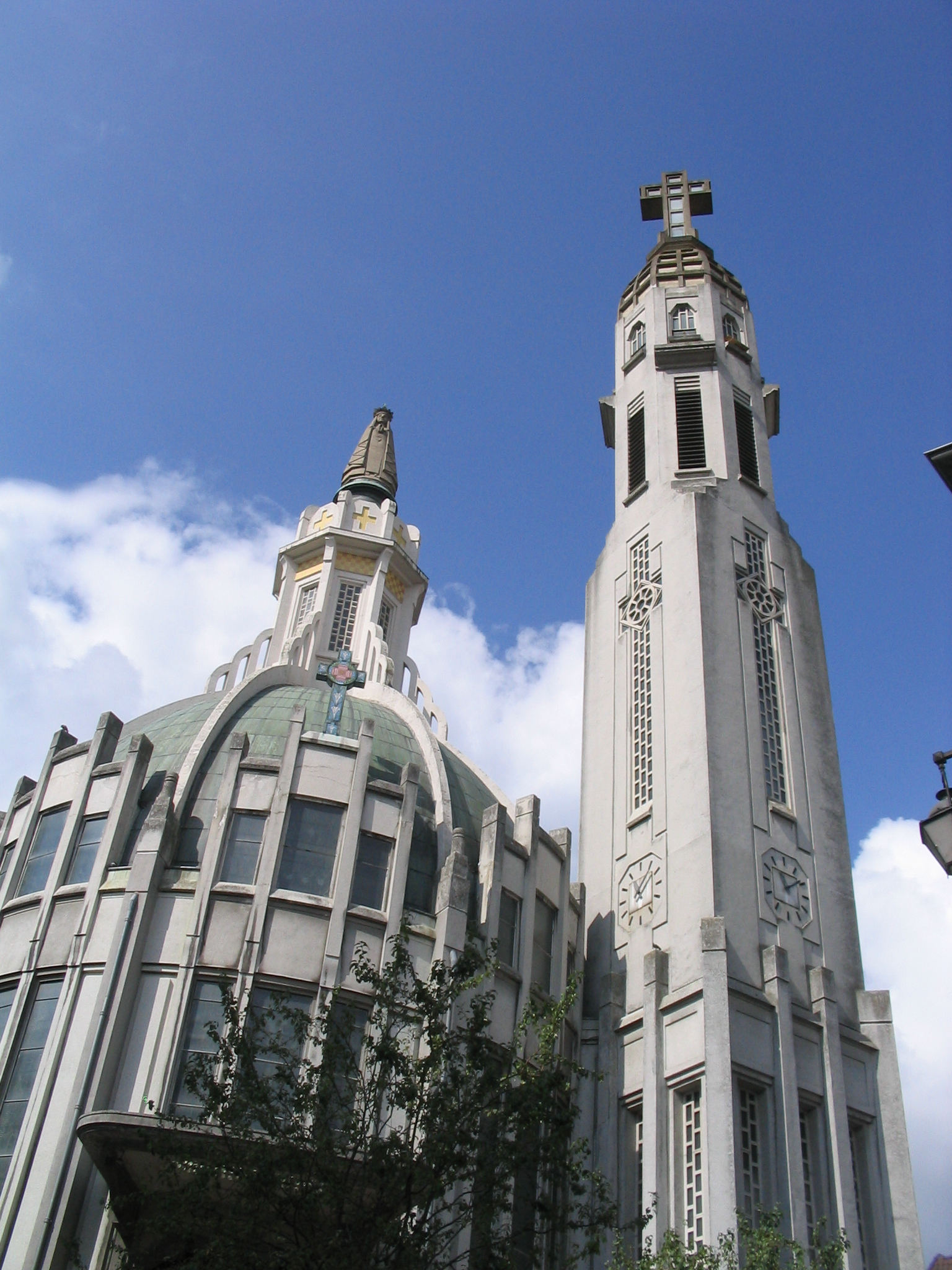
圣布莱斯教堂（法语：Église Saint-Blaise de Vichy）
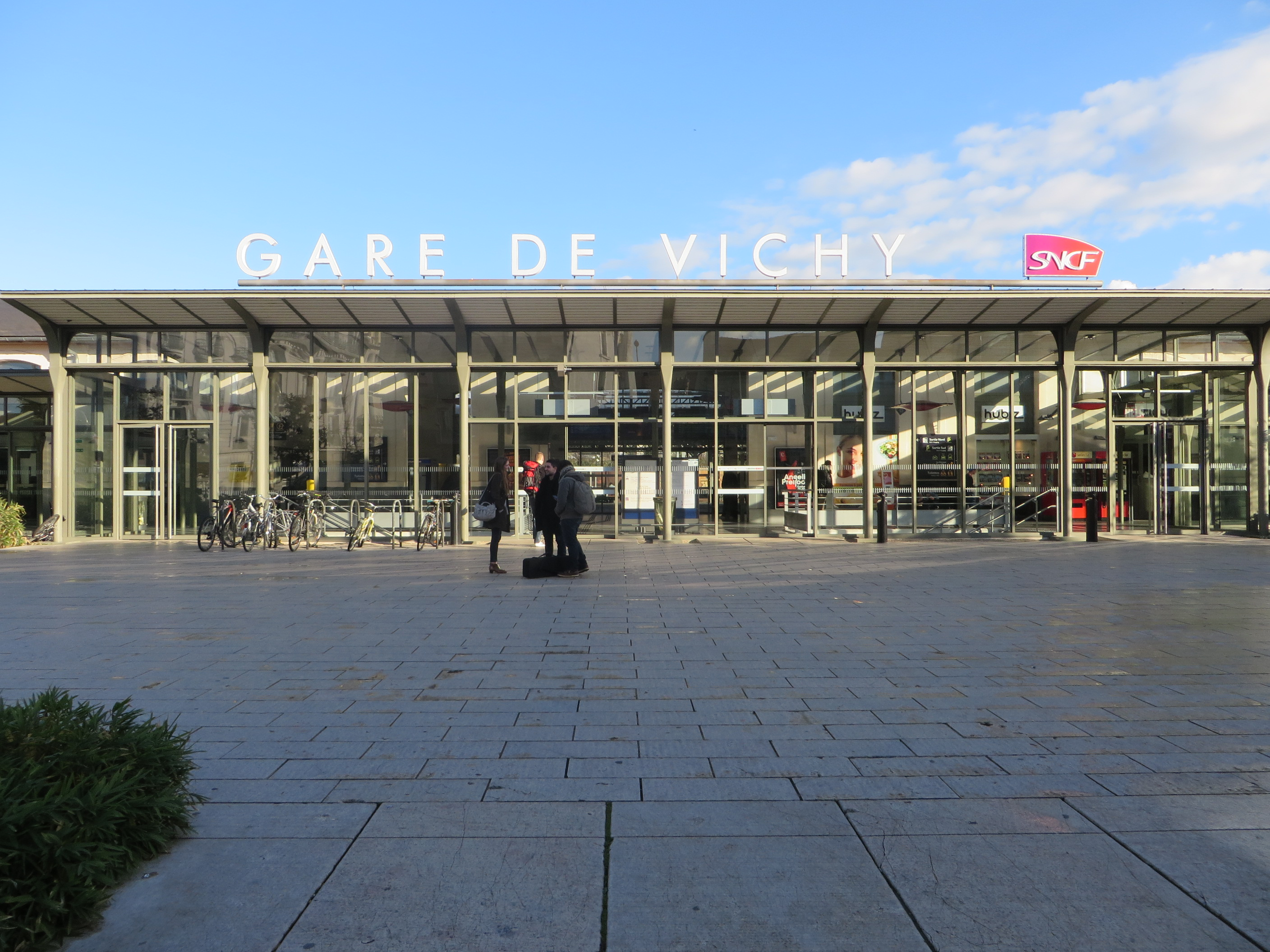
维希站主站房

### 旅游
维希的旅游事务由其所属的公共社区负责。2020年，维希境内共有26家宾馆共计1,073间房间。

### 媒体
法国主要的媒体均可在维希接收，法国电视三台下属的奥弗涅-罗讷-阿尔卑斯大区频道在部分时段播出维希所属区域的地方新闻。

## 友好城市
截至2020年11月，维希共与七座城市互为友好城市关系：
- 德国 威廉港
- 德国 巴特特尔茨
- 德国 莱茵-内卡县
- 英国 邓弗姆林
- 西班牙 洛格罗尼奥
- 羅馬尼亞 克卢日-纳波卡
- 美国 薩拉托加泉